# George Panikulam
George Panikulam (né le 26 octobre 1942) est un évêque de l'Église catholique syro-malabare qui a passé sa carrière au service diplomatique du Saint-Siège. Il reçoit le titre de nonce en 1999 et est consacré évêque en 2000. Il prend sa retraite en 2017.

## Biographie
Il est né à Puthenchira (en), Kerala, Inde, le 26 octobre 1942. Il étudie au petit séminaire de Thope, Trichur, et au séminaire pontifical Saint-Joseph d'Aluva. Il est ordonné prêtre le 11 mars 1967 par l'archevêque George Alapatt (en). Il poursuit ses études à Rome, obtenant un doctorat en écriture sacrée et une licence en droit canonique et en théologie.

## Carrière diplomatique
Il étudie à l'Académie pontificale ecclésiastique pour se préparer à une carrière de diplomate à partir de 1975.
Il est nommé archevêque titulaire de Caudium (de) et nonce apostolique au Honduras (en) le 4 décembre 1999. Il est consacré évêque le 6 janvier 2000 par le pape Jean-Paul II avec comme co-sonsécrateurs Giovanni Battista Re et Marcello Zago (it).
Il est nommé nonce apostolique au Mozambique (en) le 3 juillet 2003.
Le 24 octobre 2008, il est nommé nonce apostolique en Éthiopie (en) et délégué apostolique en Somalie (en). Il se voit confier des responsabilités supplémentaires en tant que nonce apostolique à Djibouti le 18 décembre 2008
Il est nommé nonce apostolique en Uruguay (en) le 14 juin 2014.